# Bor István Iván
Bor István Iván (Baskó, 1945–2006) autodidakta grafikus, festőművész és illusztrátor.

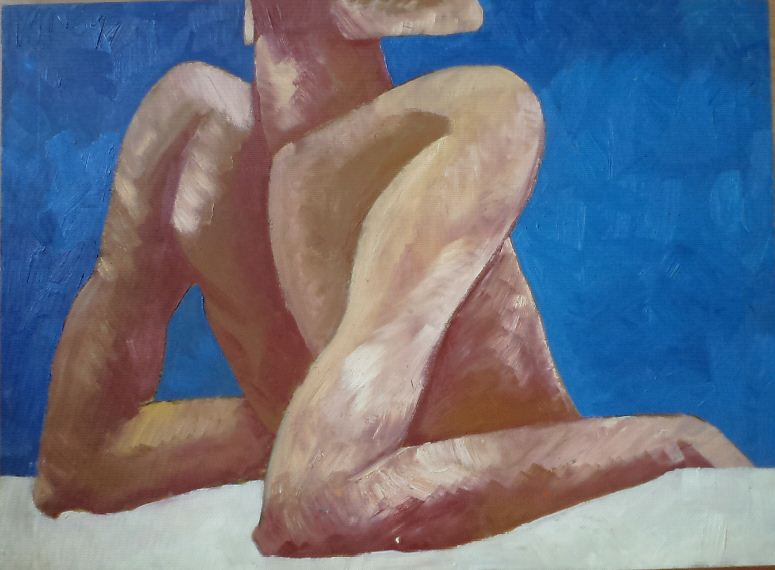
Akt. Olaj, fa.

## Pályakép
Már gyermekkorában is mindig rajzolni, mintázni szeretett, Gorka Géza keramikus tanácsára az Iparművészeti Vállalathoz ment dolgozni, majd kerámia műhelyvezető lett a MÜTEX Szövetkezetnél. Képezte magát a rajzolásban és a festésben, külföldi példaképei voltak Pablo Picasso, David Alfaro Siqueiros és Giotto, hazaiak közül Czóbel Béla, Ferenczy Béni és Kohán György. 
Rajzai, illusztrációi 1965 és 1994 közt jelentek meg a Nagyvilág, az Élet és Irodalom, a Kortárs, a Társadalmi Szemle, az Új Írás, a Jelenkor, az Irodalmi Újság, a Tiszatáj, a Valóság, a Film-Színház, 1994 után pedig a Kláris, a Jelkép, a Koszorú, a Jelenlét, az Internet-Újság, a Pécsi Új Hang, a Csepel-sziget, a Föveny és a Pécsi Szivárvány folyóiratokban.
Több mint száz alkotó könyvét illusztrálta – novellás és versköteteket egyaránt.    
Festményeire jellemző a legfeszesebben megfogalmazott kompozíciók kialakítása, a mozgások egybeolvadó folyamatai, a sötét-hideg színek összeolvadása.
Mind itthon, mind külföldön kiállításokon bemutatta alkotásait, munkáiból Angliában, az Amerikai Egyesült Államokban, Chilében, Mexikóban vásároltak a múzeumok és gyűjtők.
Házassága válással végződött, számos nagyméretű szénrajza a nem megfelelő tárolási körülmények miatt megsemmisült.
Halála után a Hegyaljai Alkotók Társulása Bor István Iván-díjat hozott létre.